# Shin Su-won
Dans ce nom coréen, le nom de famille, Shin, précède le nom personnel.
Shin Su-won (신수원), née en 1967 en Corée du Sud, est une réalisatrice sud-coréenne.

## Biographie
Son film Madonna est présenté dans la section Un certain regard au Festival de Cannes 2015.

## Filmographie
- 2010 : Passerby #3 (Reinbou)
- 2014 : Circle Line (court métrage)
- 2012 : Suneung (명왕성, Myeong-wang-song)
- 2015 : Madonna
- 2017 : Glass Garden (유리정원, Yurijeongwon)